# Boris Blinov
Pour les articles homonymes, voir Blinov.
Boris Vladimirovitch Blinov (en russe : Бори́с Влади́мирович Блино́в), né le 19 avril 1909 à Saint-Pétersbourg et mort le 13 septembre 1943 à Almaty, est un acteur soviétique.

## Biographie
Boris Blinov naît à Saint-Pétersbourg. Depuis 1929 - acteur du Théâtre de la jeunesse de Leningrad, sous la direction de Boris Sohn.
Il a gagné une popularité en 1934, après la sortie du film Tchapaïev dans lequel il a joué le rôle de Dmitri Fourmanov.
En avril 1940, le réalisateur Pavels Armands commence à tourner le film de guerre Politruk Kolyvanov (Политрук Колыванов) avec Blinov dans le rôle principal, sur la vie quotidienne de l'armée, sur les relations entre le commissaire et les recrues. Le film n'a pas pu être achevé, car le bureau de propagande et d'agitation du Comité central du PCUS considérait que son scénario était de mauvaise qualité.
En été 1941, pendant le Siège de Léningrad, Blinov est évacué vers Alma-Ata où il a joué dans le film Attends-moi d'après les œuvres de Constantin Simonov. Au moment où le travail de Blinov touchait à sa fin, la fièvre typhoïde s'est propagée dans Alma-Ata surpeuplée. L'acteur est tombé malade, mais continuait à travailler pour finir le film. Il est décédé quelques jours après la première du film. Il est enterré à Alma-Ata.

## Filmographie partielle
- 1934 : Tchapaïev (Чапаев) des frères Vassiliev : Dmitri Fourmanov
- 1935 : Les Amies (Подруги) de Leo Arnchtam : commissaire
- 1935 : La Jeunesse de Maxime (Юность Максима) de Grigori Kozintsev et Leonid Trauberg : prisonnier politique
- 1938 : Maxime à Vyborg (Выборгская сторона) de Grigori Kozintsev et Leonid Trauberg : Anatoli Jelezniakov
- 1943 : Attends-moi (Жди меня) de Aleksandr Stolper : Nikolaï Ermolov